# Expedició 64
L'Expedició 64 fou la 64a expedició a l'Estació Espacial Internacional (EEI), va començar el 21 d’octubre de 2020 amb el desacoblament de la Soiuz MS-16. L'expedició va començar amb els tres membres de la tripulació llançats a bord de la Soiuz MS-17 i es completà amb l'arribada de l'SpaceX Crew-1, el primer vol operatiu del Programa de Tripulació Comercial (CCP) de la NASA. Com que la Crew-1 està formada per una tripulació de quatre en comptes de tres com la Soiuz, l'Expedició 64 marca el començament de les operacions de tripulacions de set a l'EEI. L'última setmana de la missió es van unir els tres tripulants de la Soiuz MS-18. L'expedició va acabar el 16 d'abril de 2021 amb la sortida de la Soiuz MS-17.

## Tripulació
| Posició           | octubre – novembre 2020                              | novembre 2020 – abril 2021                           |
| ----------------- | ---------------------------------------------------- | ---------------------------------------------------- |
| Comandant         | Serguei Rijikov, Roscosmos Segon vol espacial        | Serguei Rijikov, Roscosmos Segon vol espacial        |
| Enginyer de vol 1 | Kathleen Rubins, NASA Segon vol espacial             | Kathleen Rubins, NASA Segon vol espacial             |
| Enginyer de vol 2 | Serguei Kud-Svertxkov, Roscosmos Primer vol espacial | Serguei Kud-Svertxkov, Roscosmos Primer vol espacial |
| Enginyer de vol 3 |                                                      | Michael S. Hopkins, NASA Segon vol espacial          |
| Enginyer de vol 4 |                                                      | Victor J. Glover, NASA Primer vol espacial           |
| Enginyer de vol 5 |                                                      | Soichi Noguchi, JAXA Tercer vol espacial             |
| Enginyer de vol 6 |                                                      | Shannon Walker, NASA Segon vol espacial              |

## Activitat extravehicular
Es van planejar diversos passejos espacials a l'expedició 63 per dur a terme treballs en els sistemes científics i d'energia de l'EEI. Els retards en el Programa de Tripulació Comercial de la NASA (CCP) van deixar a Chris Cassidy com a únic membre de la tripulació del segment orbital dels Estats Units (USOS) durant un període prolongat. L'arribada de la Crew Dragon Demo-2 va permetre a Cassidy i Robert Behnken substituir les bateries de níquel-hidrogen restants del S6 Truss per noves bateries de ions de liti.
El treball previst per activar el paquet científic Bartolomeo situat a l'exterior del laboratori orbital Columbus lliurat per l'SpaceX CRS-20 es va ajornar fins l'arribada de l'expedició 64.
Ryzhikov i Kud-Sverchkov van realitzar un passeig espacial el 18 de novembre de 2020 per dur a terme els preparatius per a la substitució del compartiment d’acoblament Pirs pel mòdul del laboratori Naüka, va durar 6 hores i 48 minuts.
Entre finals de gener i principis de març de 2021, la NASA va realitzar cinc passeigs espacials:
- 27 de gener: començat a les 12:28 UTC i amb una durada de 6 hores i 56 minuts, va ser dirigit per Hopkins i Glover per instal·lar una antena de banda Ka a Columbus en preparació de l’activació de Bartolomeo, substituir un pin al Quest Joint Airlock i treure un dispositiu de grappa al P4 Truss per al començament d'una sèrie d'actualitzacions experimentals d'ala solar.[7][8]
- 1 de febrer, començat a les 12:56 UTC i amb una durada de 5 hores i 20 minuts, va ser realitzat per Hopkins i Glover per concloure una campanya de quatre anys, iniciada per Shane Kimbrough i Peggy Whitson a l'Expedició 50, per substituir les bateries de l'Estructura integrada de truss.[9][10] Hopkins i Glover també van instal·lar i actualitzar diverses càmeres a l'armadura d'estribord, al laboratori Destiny i al braç robòtic Kibo.[11]
- 28 de febrer: començat a les 11:12 UTC i amb una durada de 7 hores i 4 minuts, va ser realitzat per Rubins i Glover per instal·lar als suports P6 Truss per a les actualitzacions experimentals de matriu solar, els principals materials per als quals es van llançar el juny de 2021 a bord de SpaceX CRS-22.
- 5 de març: començat a les 11:37 UTC i amb una durada de 6 hores i 56 minuts, va ser realitzat per Rubins i Noguchi per continuar la tasca d’instal·lació de mènsules. Inicialment, també havien planejat desplegar una nova tapa de bloqueig d’aire per reforçar Quest, substituir un transceptor de vídeo sense fils al node Unity, encaminar més cables a Bartolomeo i ventilar i reordenar les mànegues d’amoníac. Rubins i Noguchi van abandonar els treballs addicionals previstos perquè van trobar dificultats amb diversos parabolts durant la instal·lació del suport.
- 13 de març: començat a les 13:14 UTC i amb una durada de 6 hores i 47 minuts, va ser realitzat per Hopkins i Glover per acabar la feina de Rubins i Noguchi, tot i que van ajornar la instal·lació de pinces a Bartolomeo a un futur passeig espacial.